# 格拉比夫 (羅日尼亞季夫區)
48°54′17″N 23°59′56″E / 48.90472°N 23.99889°E
格拉比夫（烏克蘭語：Грабів），是烏克蘭西部的村莊，隸屬伊萬諾-弗蘭科夫斯克州的卡盧什區。該村始建於1582年，面積23.7平方公里，2001年人口1,723，人口密度每平方公里72.6人。